# Ross Street
Ross Howard Street (nascut el 29 de setembre de 1945 a Sydney) és un matemàtic australià especialitzat en teoria de categories.
Street va completar els seus estudis de grau i postgrau a la Universitat de Sydney, on el seu director de tesi va ser Max Kelly, amb la tesi titulada "Homotopy Classisfication on Filtered Complexes". És professor emèrit de matemàtiques a la Universitat Macquarie de Sydney, membre de l'Australian Mathematical Society (1995), i va ser escollit membre de l'Acadèmia Australiana de Ciències el 1989.
Va rebre la medalla Edgeworth-David de la Royal Society of New South Wales el 1977 i la medalla George Szekeres de la Australian Mathematical Society el 2012.